# H-eerlijk Brecht
H-eerlijk Brecht was een Belgische lokale politieke partij te Brecht.

## Geschiedenis
De partij werd opgericht onder de naam Sint-Job Nu in de aanloop naar de gemeenteraadsverkiezingen van 2006 als Vlaams Belang-scheurlijst rond Frans Goris. Al snel werd de naam evenwel gewijzigd in H-Eerlijk Brecht, afhankelijk van de bron ook wel (H)Eerlijk Brecht. Goris was voordien actief voor de lokale partij Volksbelangen (waarvoor hij het mandaat van OCMW-voorzitter uitoefende) en later het Vlaams Blok en diens opvolger Vlaams Belang. Lijsttrekker van de partij was Tony Wouters, Goris nam de positie van lijstduwer in. De partij overtuigde 6,53% van de kiezers, goed voor 1 verkozene (Wouters) in de Brechtse gemeenteraad.
Na de verkiezingen besloot de partij de coalitie van CD&V-N-VA, VLD en sp.a te steunen. Zelf nam ze daarbij geen schepenmandaat op. In november daaropvolgend werd door Goris klacht neergelegd bij de Raad voor Verkiezingsbetwistingen tegen zijn eigen partij. Aldus Goris zouden drie kandidaten van de partij niet zelf hun handtekening hebben geplaatst bij hun kandidatuur bij het indienen van de kieslijst. In november 2011 sloot voormalig Vlaams Belang-raadslid Danny Segers, na twee jaar als onafhankelijke gezeteld te hebben, bij de partij aan. Raadslid Wouters van zijn kant verliet de partij in juni 2012. Hij bleef zetelen als onafhankelijke tot het einde van de legislatuur. Ook tal van andere partijmilitanten gaven er vervolgens de brui aan.
Bij de stembusgang van 2012 was Alain Denissen lijsttrekker. De partij kreeg 4,19% van de Brechtse stemmen, onvoldoende voor een vertegenwoordiger in de gemeenteraad.